# M/S Elba
M/S Elba är en passagerarfärja i Västerås. Fartyget byggdes 1897 och levererades som Stadsgården 2 till Ångfärje AB i Stockholm. 
Stadsgården 2 gick i samband med Allmänna konst- och industriutställningen 1897 i trafik i Stockholm mellan Stadsgården och Alkärret på Djurgården. Hon såldes år 1900 till Ångbåts AB Bomhus i Gävle och döptes om till Bomhus 1 och gick i trafik på traden Gävle – Bomhus – Kastet.
Bomhus 1 såldes till Västerås 1917 och döptes om till Elba. Hon gick i trafik på Mälaren i Västerås närhet.
Elba förlängdes 1926 med 5 meter till nuvarande 25,44 meter. Trafiken dubblerades med en passagerarfärja till som döptes till Elba 2 (denna färja heter numera Djurgården 7). När Elba 2 fanns i Västerås under tiden 1938 – 1952 fick Elba heta Elba 1. År 1952 byttes den ursprungliga ångmaskinen på 65 hk ut mot en dieselmotor på 135 hk (99 kW), och hon döptes om till Elba som före 1938. Passagerarbåten Elba renoverades 1997 av Västerås stad. 
Drift och bemanning på passagerarbåten Elba övergick 2007 till Rederi Mälarstaden AB i Västerås.
M/S Elba går sommartid från Färjkajen i Västerås hamn via Öster Mälarstrands brygga och Östra holmen  till Johannisbergs bad och camping. Hon har gått nästan samma rutt sedan 1920-talet.